# Palicourea
Palicourea, rod američkih dvosupnica iz porodice broćevki, rasprostranjen na sjeveru od Meksika, pa do sjeverne Argentine. Pripada mu prko 400 vrsta grmova i drveća, od kojih je najpoznatija vrsta kurvine usne, poznata i pod sinonimom Psychotria elata.

## Vrste
1. Palicourea abbreviata Rusby
2. Palicourea acanthacea C.M.Taylor
3. Palicourea acetosoides Wernham
4. Palicourea acicularis (C.M.Taylor) Borhidi
5. Palicourea acuminata (Benth.) Borhidi
6. Palicourea adderleyi (Steyerm.) Borhidi
7. Palicourea adenophora (Steyerm.) Borhidi
8. Palicourea adpressipilis (Steyerm.) Borhidi
9. Palicourea adusta Standl.
10. Palicourea aeneofusca (Müll.Arg.) Standl.
11. Palicourea aetantha (Sandwith) Delprete & J.H.Kirkbr.
12. Palicourea affinis Standl.
13. Palicourea agnata (DC.) Borhidi
14. Palicourea alagoana C.M.Taylor
15. Palicourea alajuelensis C.M.Taylor
16. Palicourea alba (Aubl.) Delprete & J.H.Kirkbr.
17. Palicourea albaniana C.M.Taylor
18. Palicourea albert-smithii Standl.
19. Palicourea albiflora Standl.
20. Palicourea albocaerulea C.M.Taylor
21. Palicourea allenii (Standl.) Borhidi
22. Palicourea alloantha (Steyerm.) Delprete & J.H.Kirkbr.
23. Palicourea alpina (Sw.) DC.
24. Palicourea amapaensis Steyerm.
25. Palicourea amethystina (Ruiz & Pav.) DC.
26. Palicourea amita (Standl.) C.M.Taylor
27. Palicourea amorimii C.M.Taylor & J.G.Jardim
28. Palicourea amplectens (Benth.) Delprete & J.H.Kirkbr.
29. Palicourea amplissima C.M.Taylor
30. Palicourea anacardiifolia (Humb. & Bonpl. ex Schult.) Standl.
31. Palicourea andaluciana Standl.
32. Palicourea anderssoniana C.M.Taylor
33. Palicourea andina C.M.Taylor
34. Palicourea andrei Standl.
35. Palicourea angustiflora (K.Krause) Borhidi
36. Palicourea angustifolia Kunth
37. Palicourea anianguana C.M.Taylor
38. Palicourea anisoloba (Müll.Arg.) Boom & M.T.Campos
39. Palicourea anisopoda (Standl.) Borhidi
40. Palicourea antioquiana Standl.
41. Palicourea antisanana C.M.Taylor
42. Palicourea apicata Kunth
43. Palicourea apiculata (Müll.Arg.) C.M.Taylor
44. Palicourea apoda (Steyerm.) Delprete & J.H.Kirkbr.
45. Palicourea araguana (Standl.) Borhidi
46. Palicourea arenosa C.M.Taylor
47. Palicourea aristei Standl.
48. Palicourea articulata C.M.Taylor
49. Palicourea aschersoniana (K.Schum. & K.Krause) Borhidi
50. Palicourea aschersonianoides (Wernham) Steyerm.
51. Palicourea asplundii C.M.Taylor
52. Palicourea atlantica C.M.Taylor & J.G.Jardim
53. Palicourea attenuata Rusby
54. Palicourea aurantiibractea (C.M.Taylor) Borhidi
55. Palicourea aurantiosplendens O.Lachenaud & Delprete
56. Palicourea australis C.M.Taylor
57. Palicourea awa C.M.Taylor
58. Palicourea axillaris (Sw.) Borhidi
59. Palicourea ayangannensis (Steyerm.) Delprete & J.H.Kirkbr.
60. Palicourea azulina C.M.Taylor
61. Palicourea azurea C.M.Taylor
62. Palicourea barnebyana (Steyerm.) Borhidi
63. Palicourea barraensis (Müll.Arg.) Standl.
64. Palicourea beachiana C.M.Taylor
65. Palicourea bella (Standl.) Dwyer
66. Palicourea bellula C.M.Taylor
67. Palicourea berteroana (DC.) Borhidi
68. Palicourea bertieroides (Wernham) Borhidi
69. Palicourea betancuriana C.M.Taylor
70. Palicourea blakei (Standl. & Steyerm.) Borhidi
71. Palicourea blanchetiana Schltdl.
72. Palicourea blepharophora (Standl.) Borhidi
73. Palicourea bolivarensis (Standl. & Steyerm.) Borhidi
74. Palicourea boraginoides (Dwyer) C.M.Taylor
75. Palicourea bostrychostachya Steyerm.
76. Palicourea bostrychothyrsus (Sandwith) Delprete & J.H.Kirkbr.
77. Palicourea botryocephala (Standl.) Borhidi
78. Palicourea boyacana Standl.
79. Palicourea boyanii (Steyerm.) C.M.Taylor
80. Palicourea brachiata (Sw.) Borhidi
81. Palicourea brachyloba (Müll.Arg.) B.M.Boom
82. Palicourea brachystigma Urb.
83. Palicourea bracteocardia (DC.) Delprete & J.H.Kirkbr.
84. Palicourea bracteosa Standl.
85. Palicourea brasiliensis Wawra
86. Palicourea brazaoi (Steyerm.) Steyerm.
87. Palicourea breedlovei (Lorence) Lorence
88. Palicourea brenesii Standl.
89. Palicourea brevicollis (Müll.Arg.) C.M.Taylor
90. Palicourea buchtienii Standl.
91. Palicourea bullulata C.M.Taylor
92. Palicourea buntingii Steyerm.
93. Palicourea caerulea Schult.
94. Palicourea cairoana (Standl. ex Steyerm.) C.M.Taylor
95. Palicourea cajamarcana C.M.Taylor
96. Palicourea calantha Standl.
97. Palicourea calidicola (C.M.Taylor) C.M.Taylor
98. Palicourea callithrix (Miq.) Delprete & J.H.Kirkbr.
99. Palicourea caloneura Rusby
100. Palicourea calophlebia Standl.
101. Palicourea calophlebioides C.M.Taylor
102. Palicourea calophylla DC.
103. Palicourea calothyrsus K.Schum. & K.Krause
104. Palicourea calycina Benth.
105. Palicourea campyloneura (Müll.Arg.) Delprete & J.H.Kirkbr.
106. Palicourea campylopoda (Standl.) Delprete & J.H.Kirkbr.
107. Palicourea canaguensis Steyerm.
108. Palicourea canarina C.M.Taylor
109. Palicourea candelabrum (Standl.) C.M.Taylor
110. Palicourea candida C.M.Taylor
111. Palicourea canescens (Steyerm.) Borhidi
112. Palicourea caquetensis (Steyerm.) Borhidi
113. Palicourea cardiomorpha (C.M.Taylor & A.Pool) Delprete & J.H.Kirkbr.
114. Palicourea cardonae Steyerm.
115. Palicourea carnosocarpa (Dwyer & M.V.Hayden) C.M.Taylor
116. Palicourea casiquiaria (Müll.Arg.) Borhidi
117. Palicourea caucana Standl.
118. Palicourea celiae (Steyerm.) Borhidi
119. Palicourea cenepensis (C.M.Taylor) C.M.Taylor
120. Palicourea ceratantha (Standl.) C.M.Taylor
121. Palicourea ceratophora C.M.Taylor
122. Palicourea ceriantha (K.Schum.) C.M.Taylor
123. Palicourea ceronii C.M.Taylor
124. Palicourea cerronis (Steyerm.) Borhidi
125. Palicourea chaquirana Standl.
126. Palicourea charianthema Standl.
127. Palicourea chiapensis (Standl.) Borhidi
128. Palicourea chignul C.M.Taylor
129. Palicourea chimboracensis Standl.
130. Palicourea chiriquiensis (Standl.) Borhidi
131. Palicourea chiriquina Standl.
132. Palicourea chlorobotrya (Standl.) Borhidi
133. Palicourea chrysocalymma (L.O.Williams) C.M.Taylor
134. Palicourea chrysotricha (Zahlbr.) Standl.
135. Palicourea cogolloi C.M.Taylor
136. Palicourea colorata (Hoffmanns. ex Willd.) Delprete & J.H.Kirkbr.
137. Palicourea comitis (Müll.Arg.) Steyerm.
138. Palicourea compta (Standl.) C.M.Taylor
139. Palicourea concinna (Oliv.) Delprete & J.H.Kirkbr.
140. Palicourea condorcanquiana C.M.Taylor
141. Palicourea condorica C.M.Taylor
142. Palicourea conephoroides (Rusby) C.M.Taylor
143. Palicourea conferta (Benth.) Sandwith
144. Palicourea consobrina Standl.
145. Palicourea coriacea (Cham.) K.Schum.
146. Palicourea corniculata C.M.Taylor
147. Palicourea cornigera C.M.Taylor
148. Palicourea correae (Dwyer & M.V.Hayden) Borhidi
149. Palicourea corymbifera (Müll.Arg.) Standl.
150. Palicourea corymbosa (Sw.) Borhidi
151. Palicourea costanensis (Steyerm.) C.M.Taylor
152. Palicourea costata Kunth
153. Palicourea costularia (Baill.) Borhidi
154. Palicourea cotejensis (Standl.) C.M.Taylor
155. Palicourea coussareoides (Standl.) Delprete & J.H.Kirkbr.
156. Palicourea crassifolia (Standl.) C.M.Taylor
157. Palicourea croatii (Dwyer) Borhidi
158. Palicourea crocea (Sw.) Schult.
159. Palicourea croceoides Ham.
160. Palicourea croceovenosa (Dwyer) A.C.Berger
161. Palicourea crocochlamys (Sandwith) Delprete & J.H.Kirkbr.
162. Palicourea crystallina C.M.Taylor
163. Palicourea ctenocalyx Steyerm.
164. Palicourea cuatrecasasii Standl. ex Steyerm.
165. Palicourea cuspidata (Bredem. ex Schult.) C.M.Taylor
166. Palicourea cuspidulata (K.Krause) C.M.Taylor
167. Palicourea cutucuana C.M.Taylor
168. Palicourea cyanantha Standl.
169. Palicourea cyanococca (Seem. ex Dombrain) Borhidi
170. Palicourea cymosa (Ruiz & Pav.) Standl.
171. Palicourea cypellantha (Steyerm.) Delprete & J.H.Kirkbr.
172. Palicourea danielis Standl.
173. Palicourea debilis (Müll.Arg.) Delprete & J.H.Kirkbr.
174. Palicourea decipiens (Müll.Arg.) Standl.
175. Palicourea deflexa (DC.) Borhidi
176. Palicourea demissa Standl.
177. Palicourea deneversii (C.M.Taylor) Borhidi
178. Palicourea densa Standl.
179. Palicourea denslowiae J.H.Kirkbr.
180. Palicourea deviae C.M.Taylor
181. Palicourea dichotoma (Rudge) Delprete & J.H.Kirkbr.
182. Palicourea dichroa (Standl.) Borhidi
183. Palicourea didymocarpos (A.Rich. ex DC.) Griseb.
184. Palicourea diguana (Standl. ex Steyerm.) C.M.Taylor
185. Palicourea diminuta C.M.Taylor
186. Palicourea dimorphandroides (Dwyer) C.M.Taylor
187. Palicourea divaricata Schltdl.
188. Palicourea dives Standl.
189. Palicourea dodsoniana C.M.Taylor
190. Palicourea dolichantha (Urb.) Borhidi
191. Palicourea domatiata (C.D.Adams) Borhidi
192. Palicourea domingensis (Jacq.) DC.
193. Palicourea dorantha Wernham
194. Palicourea duckei Standl.
195. Palicourea duidana (Standl.) Borhidi
196. Palicourea dunstervilleorum Steyerm.
197. Palicourea duricoria (Standl. & Steyerm.) Delprete & J.H.Kirkbr.
198. Palicourea eburnea C.M.Taylor
199. Palicourea eciliata (Steyerm.) Borhidi
200. Palicourea effusa Standl.
201. Palicourea egensis (Müll.Arg.) Borhidi
202. Palicourea eggersii (Standl.) C.M.Taylor
203. Palicourea ekmanii (Urb.) Borhidi & Oviedo
204. Palicourea elata (Sw.) Borhidi
205. Palicourea embirensis (Steyerm.) Borhidi
206. Palicourea eriantha DC.
207. Palicourea ernestii (K.Krause) C.M.Taylor
208. Palicourea erythrocephala (K.Schum. & K.Krause) Borhidi
209. Palicourea eurycarpa (Standl.) C.M.Taylor
210. Palicourea everardii (Wernham) Delprete & J.H.Kirkbr.
211. Palicourea fanshawei (Standl.) Delprete & J.H.Kirkbr.
212. Palicourea farameoides (Bremek.) Delprete & J.H.Kirkbr.
213. Palicourea fastigiata Kunth
214. Palicourea faxlucens (Lorence & Dwyer) Lorence
215. Palicourea fissistipula (Müll.Arg.) C.M.Taylor
216. Palicourea flagellifera C.M.Taylor
217. Palicourea flavescens Kunth
218. Palicourea flaviflora (K.Krause) C.M.Taylor
219. Palicourea flavifolia (Rusby) Standl.
220. Palicourea flexiramea Steyerm.
221. Palicourea foldatsii Steyerm.
222. Palicourea foreroi C.M.Taylor
223. Palicourea formosa (A.Rich. ex DC.) Lemée
224. Palicourea formosissima (Steyerm.) Delprete & O.Lachenaud
225. Palicourea forsteronioides (Müll.Arg.) C.M.Taylor
226. Palicourea fosbergii (Steyerm.) Borhidi
227. Palicourea frontinoensis Cogollo & C.M.Taylor
228. Palicourea fuchsioides C.M.Taylor
229. Palicourea fulgens (Müll.Arg.) Standl.
230. Palicourea fusiformis (C.M.Taylor) C.M.Taylor
231. Palicourea gachetaensis M.C.G.Kirkbr.
232. Palicourea gaertneroides C.M.Taylor
233. Palicourea gaitalensis (C.M.Taylor) Borhidi
234. Palicourea galeottiana M.Martens
235. Palicourea galerasana C.M.Taylor
236. Palicourea garciae Standl.
237. Palicourea garcioides C.M.Taylor
238. Palicourea gardenioides (Scheidw.) Hemsl.
239. Palicourea gelsemiiflora C.M.Taylor
240. Palicourea gemmiflora C.M.Taylor
241. Palicourea gentryi C.M.Taylor
242. Palicourea glabra (Aubl.) Delprete & J.H.Kirkbr.
243. Palicourea glabriflora Steyerm.
244. Palicourea glandulicalyx (Steyerm.) Delprete & J.H.Kirkbr.
245. Palicourea glandulifera C.M.Taylor
246. Palicourea glomerulata (Donn.Sm.) Borhidi
247. Palicourea glutinosa C.M.Taylor
248. Palicourea goldmanii (Standl.) Borhidi
249. Palicourea gomezii C.M.Taylor
250. Palicourea goyazensis (Müll.Arg.) Borhidi
251. Palicourea gracilenta (Müll.Arg.) Delprete & J.H.Kirkbr.
252. Palicourea grandiceps C.M.Taylor
253. Palicourea grandiflora (Kunth) Standl.
254. Palicourea grandifolia (Willd. ex Schult.) Standl.
255. Palicourea grandifructa (C.M.Taylor) C.M.Taylor
256. Palicourea grandistipula (Standl. ex Steyerm.) C.M.Taylor
257. Palicourea granvillei (Steyerm.) Delprete & J.H.Kirkbr.
258. Palicourea guaremalensis (Standl.) Borhidi
259. Palicourea guianensis Aubl.
260. Palicourea hammelii C.M.Taylor
261. Palicourea harlingii C.M.Taylor
262. Palicourea hazenii (Standl.) Borhidi
263. Palicourea hebeclada (DC.) Borhidi
264. Palicourea hedyosmoides Standl. ex Steyerm.
265. Palicourea heilbornii Standl.
266. Palicourea hemicephaelis (Wernham) Delprete & J.H.Kirkbr.
267. Palicourea herrerae Standl.
268. Palicourea herzogii Standl.
269. Palicourea heterantha Standl.
270. Palicourea heterochroma K.Schum. & K.Krause
271. Palicourea heteroneura (Steyerm.) C.M.Taylor
272. Palicourea heydei (Standl.) Lorence
273. Palicourea hirta (Miq.) Delprete & J.H.Kirkbr.
274. Palicourea hoehnei K.Krause
275. Palicourea hoffmannseggiana (Willd. ex Schult.) Borhidi
276. Palicourea hollinensis C.M.Taylor
277. Palicourea holmgrenii Standl.
278. Palicourea hondensis (Standl.) C.M.Taylor
279. Palicourea hondurensis C.M.Taylor
280. Palicourea horquetensis (Dwyer & M.V.Hayden) A.C.Berger & C.M.Taylor
281. Palicourea hospitalis Standl.
282. Palicourea huallagana C.M.Taylor
283. Palicourea huampamiensis (C.M.Taylor) C.M.Taylor
284. Palicourea huantensis (Standl.) C.M.Taylor
285. Palicourea huberi Steyerm.
286. Palicourea humboldtiana (Cham.) Delprete & J.H.Kirkbr.
287. Palicourea hyalina (Steyerm.) Borhidi
288. Palicourea hypochlorina (C.M.Taylor) C.M.Taylor
289. Palicourea hyptoides (Benth.) Delprete & J.H.Kirkbr.
290. Palicourea ianthina C.M.Taylor
291. Palicourea imbaburana C.M.Taylor
292. Palicourea imthurniana (Oliv.) Delprete & J.H.Kirkbr.
293. Palicourea insignis Steyerm.
294. Palicourea iodotricha (Müll.Arg.) Delprete & J.H.Kirkbr.
295. Palicourea ionantha Standl.
296. Palicourea iquitoensis K.Krause
297. Palicourea irwinii Steyerm.
298. Palicourea jahnii Standl.
299. Palicourea jambosioides (Schltdl.) C.M.Taylor
300. Palicourea jaramilloi C.M.Taylor
301. Palicourea jatun-sachensis C.M.Taylor
302. Palicourea jauaensis (Steyerm.) C.M.Taylor
303. Palicourea jelskii Standl.
304. Palicourea jenaro-herrerana C.M.Taylor
305. Palicourea jenmanii (Wernham) C.M.Taylor
306. Palicourea jervisei (Standl.) C.M.Taylor
307. Palicourea josephi Benoist
308. Palicourea juarezana (C.M.Taylor & Lorence) Borhidi
309. Palicourea jungiana C.M.Taylor
310. Palicourea juruana K.Krause
311. Palicourea justiciifolia (Rudge) Delprete & J.H.Kirkbr.
312. Palicourea justicioides Standl.
313. Palicourea kahirica C.M.Taylor
314. Palicourea kaieteurensis (Wernham) C.M.Taylor
315. Palicourea kanehirae Standl.
316. Palicourea kerasocarpa K.Krause
317. Palicourea killipii Standl.
318. Palicourea kirkbrideae C.M.Taylor
319. Palicourea kuhlmannii Standl.
320. Palicourea lachnantha Standl.
321. Palicourea laevigata (Willd. ex Schult.) Beurl.
322. Palicourea lancifera Standl. & L.O.Williams
323. Palicourea lancigera (Standl.) Steyerm.
324. Palicourea lasiantha K.Krause
325. Palicourea lasiorrhachis Oerst.
326. Palicourea lasseri Steyerm.
327. Palicourea latifolia K.Krause
328. Palicourea lechleri Standl.
329. Palicourea lehmannii (K.Schum. & K.Krause) Standl.
330. Palicourea leiantha (Steyerm.) Borhidi
331. Palicourea lemoniana C.M.Taylor
332. Palicourea leucantha D.A.Sm.
333. Palicourea leuconeura Standl.
334. Palicourea levis Standl.
335. Palicourea lewisiorum C.M.Taylor
336. Palicourea libana Standl.
337. Palicourea lineariflora Wernham
338. Palicourea lineata Benth.
339. Palicourea liogieri (Steyerm.) Borhidi
340. Palicourea lobbii Standl.
341. Palicourea locuples C.M.Taylor
342. Palicourea longicuspis (Müll.Arg.) Delprete & J.H.Kirkbr.
343. Palicourea longiflora DC.
344. Palicourea longifolia Kunth
345. Palicourea longiinvolucrata A.C.Berger
346. Palicourea longipedunculata Gardner
347. Palicourea longirostris (Rusby) Borhidi
348. Palicourea longistipula Standl.
349. Palicourea longistipulata Standl.
350. Palicourea lopeziana Standl. ex Steyerm.
351. Palicourea lourteigiana (Steyerm.) Borhidi
352. Palicourea loxensis C.M.Taylor
353. Palicourea lozadae (Borhidi & Lorea-Hern.) Borhidi
354. Palicourea lozanoana C.M.Taylor
355. Palicourea lucidula Standl.
356. Palicourea lugoana C.M.Taylor
357. Palicourea luteonivea C.M.Taylor
358. Palicourea luteovirescens (Pers.) C.M.Taylor
359. Palicourea lutulenta Standl.
360. Palicourea luxurians (Rusby) Borhidi
361. Palicourea lyristipula Wernham
362. Palicourea macarthuriorum C.M.Taylor
363. Palicourea macbridei Standl.
364. Palicourea macrantha Loes.
365. Palicourea macrobotrys (Ruiz & Pav.) Schult.
366. Palicourea macrocalyx Standl.
367. Palicourea macrosepala K.Krause
368. Palicourea madidiensis C.M.Taylor
369. Palicourea maguireorum (Steyerm.) Delprete & J.H.Kirkbr.
370. Palicourea malaneoides (Müll.Arg.) C.M.Taylor
371. Palicourea mamillaris (Müll.Arg.) C.M.Taylor
372. Palicourea manaraeana (Steyerm.) Borhidi
373. Palicourea manausensis (Steyerm.) Borhidi
374. Palicourea mansoana (Müll.Arg.) Standl.
375. Palicourea marcgravii A.St.-Hil.
376. Palicourea matamana C.M.Taylor
377. Palicourea mediocris (Standl. & Steyerm.) Lorence
378. Palicourea megacephala (Steyerm.) Borhidi
379. Palicourea megalantha (Lorence) Lorence
380. Palicourea meieri C.M.Taylor
381. Palicourea mello-barretoi Standl.
382. Palicourea meridensis Steyerm.
383. Palicourea micrantha Urb. & Ekman
384. Palicourea microbotrys (Ruiz ex Standl.) Delprete & J.H.Kirkbr.
385. Palicourea microcarpa (Ruiz & Pav.) Zappi
386. Palicourea minarum (Standl. & Steyerm.) Borhidi
387. Palicourea minutiflora (Müll.Arg.) C.M.Taylor
388. Palicourea mistratoana C.M.Taylor
389. Palicourea montivaga Standl.
390. Palicourea moralesii (Acuña & Roíg) Borhidi
391. Palicourea mortoniana (Standl.) Borhidi
392. Palicourea moyobambana (Standl.) C.M.Taylor
393. Palicourea murciae C.M.Taylor
394. Palicourea muscosa (Jacq.) Delprete & J.H.Kirkbr.
395. Palicourea myriantha Standl.
396. Palicourea myrtifolia K.Schum. & K.Krause
397. Palicourea nana Steyerm.
398. Palicourea nautensis (Standl.) C.M.Taylor
399. Palicourea nayana Standl. ex Steyerm.
400. Palicourea neillii C.M.Taylor
401. Palicourea nematostachya (Steyerm.) Borhidi
402. Palicourea neopurpusii C.M.Taylor
403. Palicourea nigricans K.Krause
404. Palicourea nitidella (Müll.Arg.) Standl.
405. Palicourea nitis DC.
406. Palicourea norae (Steyerm.) Borhidi
407. Palicourea nubigena Standl.
408. Palicourea obconica (Müll.Arg.) C.M.Taylor
409. Palicourea obesiflora Standl. ex Steyerm.
410. Palicourea obliquinervia (Müll.Arg.) Borhidi
411. Palicourea oblita (Wernham) Delprete & J.H.Kirkbr.
412. Palicourea oblonga (DC.) Delprete & J.H.Kirkbr.
413. Palicourea obovata (Ruiz & Pav.) DC.
414. Palicourea obtusata K.Krause
415. Palicourea ochnoides Dwyer
416. Palicourea octocuspis (Müll.Arg.) C.M.Taylor
417. Palicourea odorata (C.Wright ex Griseb.) Borhidi & Oviedo
418. Palicourea officinalis Mart.
419. Palicourea oleandrella (Standl.) C.M.Taylor
420. Palicourea oresbia (Dwyer) C.M.Taylor
421. Palicourea orientensis Borhidi & Oviedo
422. Palicourea orosiana C.M.Taylor
423. Palicourea orquidea C.M.Taylor
424. Palicourea orthoneura Standl.
425. Palicourea osaensis (C.M.Taylor) Borhidi
426. Palicourea ostreophora (Wernham) Borhidi
427. Palicourea otongensis C.M.Taylor
428. Palicourea ottohuberi J.H.Kirkbr.
429. Palicourea ottonculi C.M.Taylor
430. Palicourea ottonis (Standl.) C.M.Taylor
431. Palicourea ovalis Standl.
432. Palicourea ovata Huber
433. Palicourea ownbeyi (Standl. ex C.M.Taylor) C.M.Taylor
434. Palicourea oxapampana C.M.Taylor
435. Palicourea pachycalyx Standl.
436. Palicourea pachystipula C.M.Taylor
437. Palicourea padifolia (Willd. ex Schult.) C.M.Taylor & Lorence
438. Palicourea pakaraimensis (Steyerm.) Delprete & J.H.Kirkbr.
439. Palicourea palaciosii C.M.Taylor
440. Palicourea palenquensis C.M.Taylor
441. Palicourea palustris A.C.Gilman & C.M.Taylor
442. Palicourea pandensis (Standl.) C.M.Taylor
443. Palicourea paniculata (L.f.) P.L.R.Moraes & C.M.Taylor
444. Palicourea paradichroa (C.M.Taylor) Borhidi
445. Palicourea paraensis (Müll.Arg.) Standl.
446. Palicourea parajusticioides C.M.Taylor, Bruniera & Zappi
447. Palicourea paratinctoria C.M.Taylor
448. Palicourea pariensis (Steyerm.) Borhidi
449. Palicourea parimensis (Steyerm.) Borhidi
450. Palicourea parrana C.M.Taylor
451. Palicourea parvibractea (Steyerm.) Borhidi
452. Palicourea parvijelskii C.M.Taylor
453. Palicourea patens (Sw.) Urb.
454. Palicourea pauciflora Standl.
455. Palicourea paujilensis C.M.Taylor
456. Palicourea paulina (Standl.) C.M.Taylor
457. Palicourea pebasensis (Standl.) C.M.Taylor
458. Palicourea pedunculata (Sw.) Borhidi
459. Palicourea pedunculosa (Rich.) DC.
460. Palicourea pendula C.M.Taylor
461. Palicourea pennellii Standl.
462. Palicourea pensilis J.H.Kirkbr.
463. Palicourea pereziana C.M.Taylor
464. Palicourea perquadrangularis Wernham
465. Palicourea petiolaris Kunth
466. Palicourea phanerandra Standl. & Steyerm.
467. Palicourea phaneroloma (Standl. & Steyerm.) Delprete & J.H.Kirkbr.
468. Palicourea phaneroneura (Standl.) Borhidi
469. Palicourea pilosa (Ruiz & Pav.) Borhidi
470. Palicourea piresii (Steyerm.) Borhidi
471. Palicourea pittieri Standl.
472. Palicourea pleiocephala (Müll.Arg.) C.M.Taylor
473. Palicourea plocamipes (Wernham) Delprete & J.H.Kirkbr.
474. Palicourea plusiantha (Standl.) C.M.Taylor
475. Palicourea polycephala (Benth.) Delprete & J.H.Kirkbr.
476. Palicourea polymorpha (Greuter) Borhidi & Oviedo
477. Palicourea polyodonta (Müll.Arg.) Standl.
478. Palicourea ponasae K.Krause
479. Palicourea potaroensis (Sandwith) Delprete & J.H.Kirkbr.
480. Palicourea prancei (Steyerm.) Delprete & J.H.Kirkbr.
481. Palicourea premontana C.M.Taylor
482. Palicourea prodiga Standl. ex C.M.Taylor
483. Palicourea providenciana J.Sánchez-Gonz. & C.M.Taylor
484. Palicourea prunifolia (Kunth) Borhidi
485. Palicourea pseudaxillaris C.M.Taylor
486. Palicourea pseudinundata (Wernham) Delprete & J.H.Kirkbr.
487. Palicourea pseudolevis C.M.Taylor
488. Palicourea pseudottonis C.M. Taylor
489. Palicourea psilophylla (Steyerm.) C.M.Taylor
490. Palicourea psittacina (Steyerm.) Delprete & J.H.Kirkbr.
491. Palicourea psittacorum Standl.
492. Palicourea psychotrioides (C.M.Taylor & Hammel) C.M.Taylor
493. Palicourea pubescens (Sw.) Borhidi
494. Palicourea pulchra Griseb.
495. Palicourea pullei (Bremek.) Delprete & J.H.Kirkbr.
496. Palicourea punicea (Ruiz & Pav.) DC.
497. Palicourea punoensis Standl.
498. Palicourea purdiei Standl.
499. Palicourea purpurea C.M.Taylor
500. Palicourea pustulata Steyerm.
501. Palicourea pyramidalis Standl.
502. Palicourea quadribracteata (Steyerm.) Borhidi
503. Palicourea quadrifolia (Rudge) DC.
504. Palicourea quadrilateralis C.M.Taylor
505. Palicourea quijosana C.M.Taylor
506. Palicourea quinquepyrena C.M.Taylor
507. Palicourea quizhpei C.M.Taylor
508. Palicourea racemosa (Aubl.) G.Nicholson
509. Palicourea radians (Müll.Arg.) Standl.
510. Palicourea ramiflora (Rusby) Borhidi
511. Palicourea raveniana Borhidi
512. Palicourea regina (Müll.Arg.) C.M.Taylor
513. Palicourea remyana (Baill.) C.M.Taylor
514. Palicourea rhodothamna (Standl.) C.M.Taylor
515. Palicourea richardiana (Urb.) Borhidi & Oviedo
516. Palicourea rigida Kunth
517. Palicourea rigidifolia (Dwyer & M.V.Hayden) Dwyer
518. Palicourea rodriguezii C.M.Taylor
519. Palicourea rosacea (Steyerm.) Borhidi
520. Palicourea roseiflora K.Schum. & K.Krause
521. Palicourea roseocremea (Dwyer) C.M.Taylor
522. Palicourea roseofaucis C.M.Taylor
523. Palicourea rudgeoides (Müll.Arg.) Standl.
524. Palicourea ruelliifolia (Cham. & Schltdl.) Borhidi
525. Palicourea ruiz-teranii (Steyerm.) Borhidi
526. Palicourea salicifolia Standl.
527. Palicourea saligna Standl.
528. Palicourea sanblasensis (C.M.Taylor) Borhidi
529. Palicourea sanchezii (C.M.Taylor) C.M.Taylor
530. Palicourea sancti-ciprianii C.M.Taylor
531. Palicourea sandiensis K.Krause
532. Palicourea sandwithii Delprete & J.H.Kirkbr.
533. Palicourea sanluisensis C.M.Taylor
534. Palicourea schlimii (Standl.) Borhidi
535. Palicourea schomburgkii (Benth.) Delprete & J.H.Kirkbr.
536. Palicourea schraderoides (K.Krause) C.M.Taylor
537. Palicourea schunkeana (Standl.) C.M.Taylor
538. Palicourea schunkei (C.M.Taylor) C.M.Taylor
539. Palicourea sclerophylla (Müll.Arg.) Standl.
540. Palicourea seleri Loes.
541. Palicourea semirasa Standl.
542. Palicourea sessilis (Vell.) C.M.Taylor
543. Palicourea shuar C.M.Taylor
544. Palicourea siccorubra (Dwyer) Borhidi
545. Palicourea simiarum (Standl.) Borhidi
546. Palicourea simpsonii C.M.Taylor
547. Palicourea sipapoensis (Steyerm.) Borhidi
548. Palicourea skotakii C.M.Taylor
549. Palicourea smithiana C.M.Taylor
550. Palicourea sodiroi Standl.
551. Palicourea soejartoi (C.M.Taylor) C.M.Taylor
552. Palicourea solitudinum (Standl.) Borhidi
553. Palicourea sopkinii C.M.Taylor
554. Palicourea sousae (Lorence & Dwyer) Lorence
555. Palicourea spadicea (Pittier) Borhidi
556. Palicourea spathacea C.M.Taylor
557. Palicourea speciosa Kunth
558. Palicourea spectabilis (Steyerm.) Borhidi
559. Palicourea speluncae (Standl. & Steyerm.) C.M.Taylor
560. Palicourea sphaerocephala (Müll.Arg.) Borhidi
561. Palicourea spicata (Kuntze) C.M.Taylor
562. Palicourea stagnicola C.M.Taylor
563. Palicourea standleyana C.M.Taylor
564. Palicourea stellata C.M.Taylor
565. Palicourea stenosepala Standl.
566. Palicourea stenostachya (Standl.) C.M.Taylor
567. Palicourea steyermarkiana Borhidi
568. Palicourea steyermarkii C.M.Taylor
569. Palicourea stipularis Benth.
570. Palicourea stipulosa (Müll.Arg.) Borhidi
571. Palicourea subaeneofusca (Müll.Arg.) Standl.
572. Palicourea subalata Standl. ex Steyerm.
573. Palicourea subalatoides C.M.Taylor
574. Palicourea subcuspidata (Müll.Arg.) C.M.Taylor
575. Palicourea subfusca (Müll.Arg.) C.M.Taylor
576. Palicourea subscandens Standl. ex Steyerm.
577. Palicourea subspicata Huber
578. Palicourea subtomentosa (Ruiz & Pav.) C.M.Taylor
579. Palicourea subundulata (Benth.) Delprete & J.H.Kirkbr.
580. Palicourea sucllii C.M.Taylor
581. Palicourea suerrensis (Donn.Sm.) Borhidi
582. Palicourea sulphurea (Ruiz & Pav.) DC.
583. Palicourea tacarcunensis (Dwyer) C.M.Taylor
584. Palicourea tamaensis (Standl. & Steyerm.) Steyerm.
585. Palicourea tapantiensis (C.M.Taylor) Borhidi
586. Palicourea tapirapecoana (Steyerm.) Delprete & J.H.Kirkbr.
587. Palicourea tatei (Standl.) Delprete & J.H.Kirkbr.
588. Palicourea tayloriae Borhidi
589. Palicourea tectoneura K.Schum. & K.Krause
590. Palicourea tenerior (Cham.) Delprete & J.H.Kirkbr.
591. Palicourea tepuicola Steyerm.
592. Palicourea tepuiensis (Steyerm.) C.M.Taylor
593. Palicourea tetragona (Donn.Sm.) C.M.Taylor
594. Palicourea tetramera (Steyerm.) Delprete & J.H.Kirkbr.
595. Palicourea tetraphylla Cham. & Schltdl.
596. Palicourea thermydri J.H.Kirkbr.
597. Palicourea thornei (Lorence) Lorence
598. Palicourea thyrsiflora (Ruiz & Pav.) DC.
599. Palicourea tilaranensis C.M.Taylor
600. Palicourea timbiquensis (Standl.) C.M.Taylor
601. Palicourea tinctoria Schult.
602. Palicourea tocachensis C.M.Taylor
603. Palicourea toensis (Britton & P.Wilson) Standl.
604. Palicourea tomentosa (Aubl.) Borhidi
605. Palicourea tonduzii (K.Krause) A.C.Berger
606. Palicourea topoensis C.M.Taylor
607. Palicourea torbeciana Urb. & Ekman
608. Palicourea toroi Standl.
609. Palicourea torresiana (Standl.) Borhidi
610. Palicourea triadica (Müll.Arg.) C.M.Taylor
611. Palicourea trianae (Standl.) C.M.Taylor
612. Palicourea tricephala (Müll.Arg.) C.M.Taylor
613. Palicourea trichocephala (Poepp.) Borhidi
614. Palicourea trichophora (Müll.Arg.) Delprete & J.H.Kirkbr.
615. Palicourea triphylla DC.
616. Palicourea tsakiana (C.M.Taylor) C.M.Taylor
617. Palicourea tubuliflora Dwyer
618. Palicourea tumidonodosa Dwyer
619. Palicourea tunjaensis C.M.Taylor
620. Palicourea tunquiensis C.M.Taylor
621. Palicourea turbinella (Müll.Arg.) Borhidi
622. Palicourea tutensis (Dwyer) C.M.Taylor
623. Palicourea ucayalina C.M.Taylor
624. Palicourea ulloana C.M.Taylor
625. Palicourea umbelliformis (Dwyer & M.V.Hayden) C.M.Taylor
626. Palicourea urbaniana Standl.
627. Palicourea urceolata (Steyerm.) Delprete & J.H.Kirkbr.
628. Palicourea vacillans Standl.
629. Palicourea vagans Wernham
630. Palicourea valenzuelana C.M.Taylor
631. Palicourea valerioana (Standl.) C.M.Taylor
632. Palicourea vallis (Standl. ex Steyerm.) C.M.Taylor
633. Palicourea vareschii (Steyerm.) Borhidi
634. Palicourea vellerea (Müll.Arg.) C.M.Taylor
635. Palicourea venulosa (Müll.Arg.) Delprete & J.H.Kirkbr.
636. Palicourea veracruzensis (Lorence & Dwyer) Borhidi
637. Palicourea vernicosa C.M.Taylor
638. Palicourea vestita Standl.
639. Palicourea veterinariorum J.H.Kirkbr.
640. Palicourea vichadensis (Standl.) Borhidi
641. Palicourea violacea (Aubl.) A.Rich.
642. Palicourea virens (Poepp.) Standl.
643. Palicourea viridibractea (Steyerm.) Delprete & J.H.Kirkbr.
644. Palicourea vogelii Steyerm.
645. Palicourea vulcanalis Standl. ex C.M.Taylor
646. Palicourea weberbaueri K.Krause
647. Palicourea wilesii C.D.Adams
648. Palicourea winkleri Borhidi
649. Palicourea wolffiae C.M.Taylor
650. Palicourea woronovii (Standl.) Bruniera & C.M.Taylor
651. Palicourea wurdackiana J.H.Kirkbr.
652. Palicourea wurdackii (Steyerm.) Borhidi
653. Palicourea xanthina DC.
654. Palicourea yamayakatensis C.M.Taylor
655. Palicourea yanesha C.M.Taylor
656. Palicourea yneziae C.M.Taylor
657. Palicourea zakii C.M.Taylor
658. Palicourea zarucchii C.M.Taylor
659. Palicourea zevallosii (C.M.Taylor) C.M.Taylor